# Möllensee (Grünheide)
Der Möllensee ist ein Binnensee auf dem Gebiet der Gemeinde Grünheide südöstlich von Berlin im Landkreis Oder-Spree in Brandenburg. Er liegt zwischen den bewohnten Gemeindeteilen Altbuchhorst und Kagel-Finkenstein.

## Geografie
Der See ist 62 Hektar groß und bis zu 7 Meter tief. Über die südwestlich nachfolgenden Seen besteht eine Wasserverbindung bis nach Berlin. Zuflüsse bestehen aus nördlicher Richtung über einen Graben und aus östlicher Richtung über den Kiesseegraben aus dem Kiessee. Nach Süden besteht über die Neue Löcknitz eine Verbindung zum Peetzsee. Die Seenkette vom Möllensee bis zum Werlsee liegt geografisch im Verlauf der Neuen Löcknitz, die an der Fangschleuse gestaut, anschließend am Westrand der Siedlung Fangschleuse in die Löcknitz mündet. Für die Binnenschifffahrt bildet sie den größten Teil der sogenannten sonstigen Binnenwasserstraße des Bundes Löcknitz (Lö), die bei Erkner im Flakensee an die Bundeswasserstraße Rüdersdorfer Gewässer anschließt. Zuständig ist das Wasserstraßen- und Schifffahrtsamt Spree-Havel. Die Wasserverbindung wird von einem Fährbetrieb aus Grünheide genutzt, um an bestimmten Tagen den Museumspark Rüdersdorf anzusteuern. Auf der östlichen Uferseite des langgestreckten Sees liegt die Siedlung Kagel-Finkenstein, in ihrer Entstehungszeit auch Siedlung Neu-Finkenstein genannt. Die Bebauung der Siedlung reicht bis an das Ufer heran. Südlich der Siedlung schließen sich das Zinndorfer Heideland und das Sumpfgebiet Kaber Luch an. Der nordwestliche Uferstreifen wird von Büschen und Bäumen gesäumt. Parallel zum Nordwestufer verläuft die Landstraße 23.
| \| \|                                                  |
| Löcknitz-Stöbber-Rinne; Möllensee mit hellblauer Marke |
|                                                        |

## Nutzung
Der See dient als Bade- und als Angelgewässer. In der Umgebung befinden sich mehrere Campingplätze.

## Flora und Fauna
An Fischen gibt es vor allem Flussaale, Barsche, Karpfen, Rotauge, Brassen, Güster und Hecht. Der Deutsche Anglerverband unterhält hier die Ortsgruppe Möllensee.

## Name
Der Name leitet sich vom altpolabischen *měl mit der Bedeutung „flache Stelle“ ab.